# Junganyar
Junganyar is een bestuurslaag in het regentschap Bangkalan van de provincie Oost-Java, Indonesië. Junganyar telt 2732 inwoners (volkstelling 2010).